# National Register of Historic Places in den United States Minor Outlying Islands

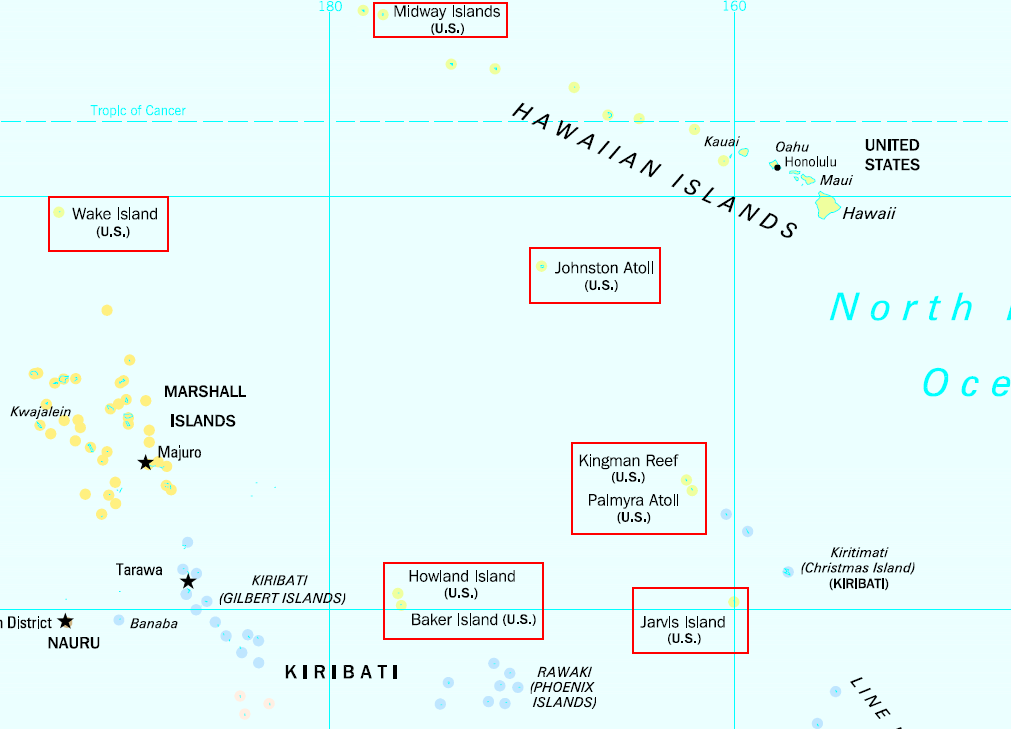
Karte der United States Minor Outlying Islands

Das National Register of Historic Places der United States Minor Outlying Islands ist Teil des nationalen Denkmalschutzprogramms der Vereinigten Staaten (Bauwerke, Objekte, Stätten und historische Distrikte).

## Auflistung
Die Liste zählt die 2 Objekte des National Register of Historic Places des National Park Service auf den United States Minor Outlying Islands im Pazifischen Ozean auf.
Stand: 28. Oktober 2016.
| [ 2 ] | Name                              | Bild                              | Eintragsdatum                 | Lage                                                 | Ort          | Beschreibung                                                                               |
| ----- | --------------------------------- | --------------------------------- | ----------------------------- | ---------------------------------------------------- | ------------ | ------------------------------------------------------------------------------------------ |
| 1     | Wake Island                       | Wake Island                       | 16. Sep. 1985 ID-Nr. 85002726 | Nordpazifik 19° 18′ 0″ N, 166° 38′ 0″ O              | Wake         | Militärbasis des United States Navy im Zweiten Weltkrieg, zudem National Historic Landmark |
| 2     | World War II Facilities at Midway | World War II Facilities at Midway | 28. Mai 1987 ID-Nr. 87001302  | Sand and Eastern Islands 28° 12′ 0″ N, 177° 21′ 0″ W | Midwayinseln |                                                                                            |